# Mura di Trebisonda
Le Mura di Trebisonda sono una serie di mura difensive che circondano il centro storico della città di Trebisonda, nel nord-est della Turchia. Le fortificazioni sono talvolta chiamate il castello di Trebisonda (in turco Trabzon Kalesi). Tuttavia, non ha una funzione di castello ma di cinta muraria. Costruite su fondamenta risalenti all'epoca romana con pietre da taglio da precedenti strutture in loco, le mura si estendono dalla collina sul parte posteriore del centro storico fino alla riva del Mar Nero. Le mura dividevano ulteriormente la città in tre parti: la Città Alta o "fortezza" (Yukari Hisar), la Città di mezzo (Orta Hisar) e la Città bassa (Aşağı Hisar). Le città alta e di mezzo sono fiancheggiate da ripidi burroni tagliati dai torrenti Zagnos (Iskeleboz) e Tabakhane (Kuzgun) rispettivamente a ovest e ad est, mentre la città bassa si estende a ovest di Zagnos (vedi pianta a destra).

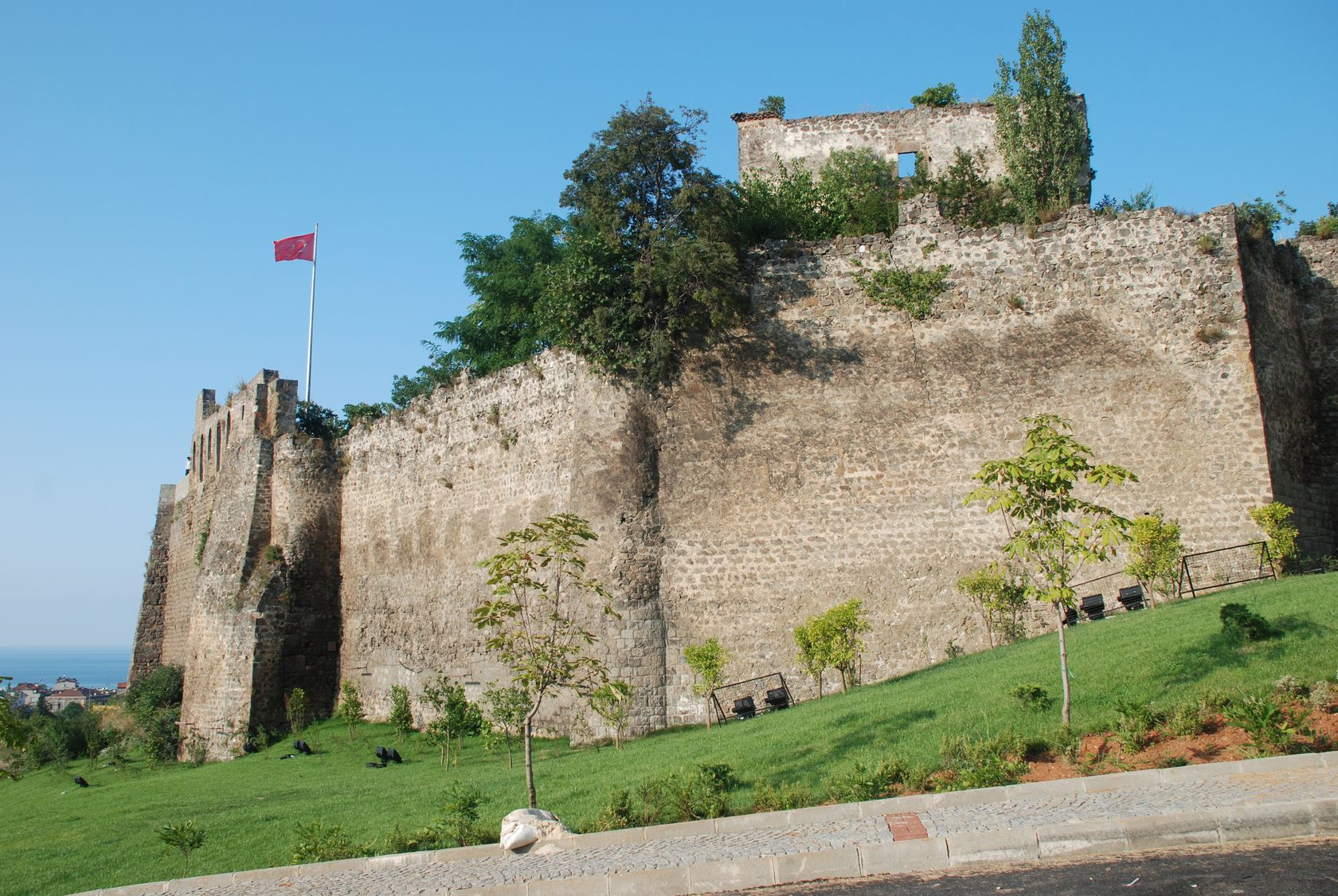
La cittadella

## Storia
La Città Alta fungeva da cittadella e da acropoli della città. Si ritiene che la cittadella sia stata costruita come prima costruzione nel 2000 a.C. Alcune prime fonti citano l'esistenza di rovine di strutture come l'ippodromo, la torre, il bagno e il palazzo. La cittadella ha subito diverse modifiche nella storia. Le mura della Fortezza Superiore sono più alte rispetto alle altre parti ed è fortificata a sud con mura e torri più alte e spesse. In epoca romana fu costruito un acquedotto che riforniva la Città alta da una sorgente d'acqua dolce. La Città alta era accessibile attraverso una doppia porta con la Città di mezzo. Il palazzo imperiale dell'Impero di Trebisonda si trovava nella Città alta. Dopo la resa della città alle forze ottomane fu costruita una piccola moschea accanto al palazzo. Alcune epigrafi di epoca ottomana, che sono state trovate tra le mura della cittadella, possono essere viste nel Museo di Trebisonda.
La Città di mezzo, costruita da Alessio II di Trebisonda (che regnò dal 1297 al 1330), è la continuazione delle parti superiore e inferiore. Non ha una forma regolare e le sue due porte, Imaret Kapı (letteralmente: Porta della cucina) e Zağanos Kapı (porta di Zaganos Pasha) si trovano a ovest. Ha altre due porte sugli altri lati, Tabakhane Kapısı (Porta della conceria) e Kule Kapı (Porta della torre). Gli edifici degni di nota sono la Moschea di Orta Hisar (Chiesa di Panagia Chrysocephalos), il Palazzo del Governatore, il Ponte Zağanos, il Kule Hamamı (Hamam della Torre), Çifte Hamma (Bagno della Torre), la Moschea Amasya, la Moschea Şirin Hatun e la Moschea Musa Pasha.
La Città Bassa si estende a ovest dalla Torre di Zağanos fino al mare. Anche questa parte delle fortificazioni fu costruita da Alessio II di Trebisonda. Peraltro, un'iscrizione con la tughra del sultano ottomano Mehmed II (che regnò dal 1444 al 1446 e dal 1451 al 1481) si trova sopra il cancello nel Moloz Tabya (letteralmente: Bastione delle macerie). A est, ci sono due porte, Pazarkapı (Porta del mercato) e Mumhane Kapı (Porta del candeliere). Gli edifici storici intorno alla Fortezza Inferiore sono la Moschea Molla Siyah (Chiesa di Sant'Andrea), la Moschea Hoca Halil, la Moschea Pazarkapı, i palazzi Kundupoğlu e Yarımbıyıkoğlu, Sekiz Düzenli Hamam (bagno), Tophane Hamamı (bagno), Hacı Arif Hamamı (bagno) e İskender Fontane Pascià.
La maggior parte delle mura cittadine sono ancora in piedi e sono tra gli edifici più antichi della città. Infatti, la loro parte più antica può essere datata al I secolo d.C. durante l'epoca dell'Impero romano. Le fonti storiche forniscono informazioni sulle fasi più antiche della loro costruzione. Senofonte, che visitò la città nel V secolo a.C., menzionò anche l'esistenza di mura cittadine.
Nel 1921, le autorità municipali ordinarono ad alcuni dei restanti cristiani della città di smantellare le pietre della fortezza dell'era di Comneno e di utilizzare le macerie per la costruzione di strade.
Nel corso del XX secolo le valli sia sul versante occidentale che su quello orientale dei centri abitati medio e alto sono state edificate con costruzioni abusive e in alcuni casi ostruendo la visuale delle mura. Negli ultimi decenni il comune di Trebisonda ha avviato una serie di progetti di riqualificazione del centro storico. Dal 2017 la valle occidentale di Zagnos è stata trasformata in un parco con vista libera sulle mura e sull'acquedotto e le costruzioni abusive nella valle orientale di Kuzgun (o Tabakhane) sono state demolite. Alla fine anche la valle di Kuzgun sarà trasformata in un parco.

## Galleria d'immagini

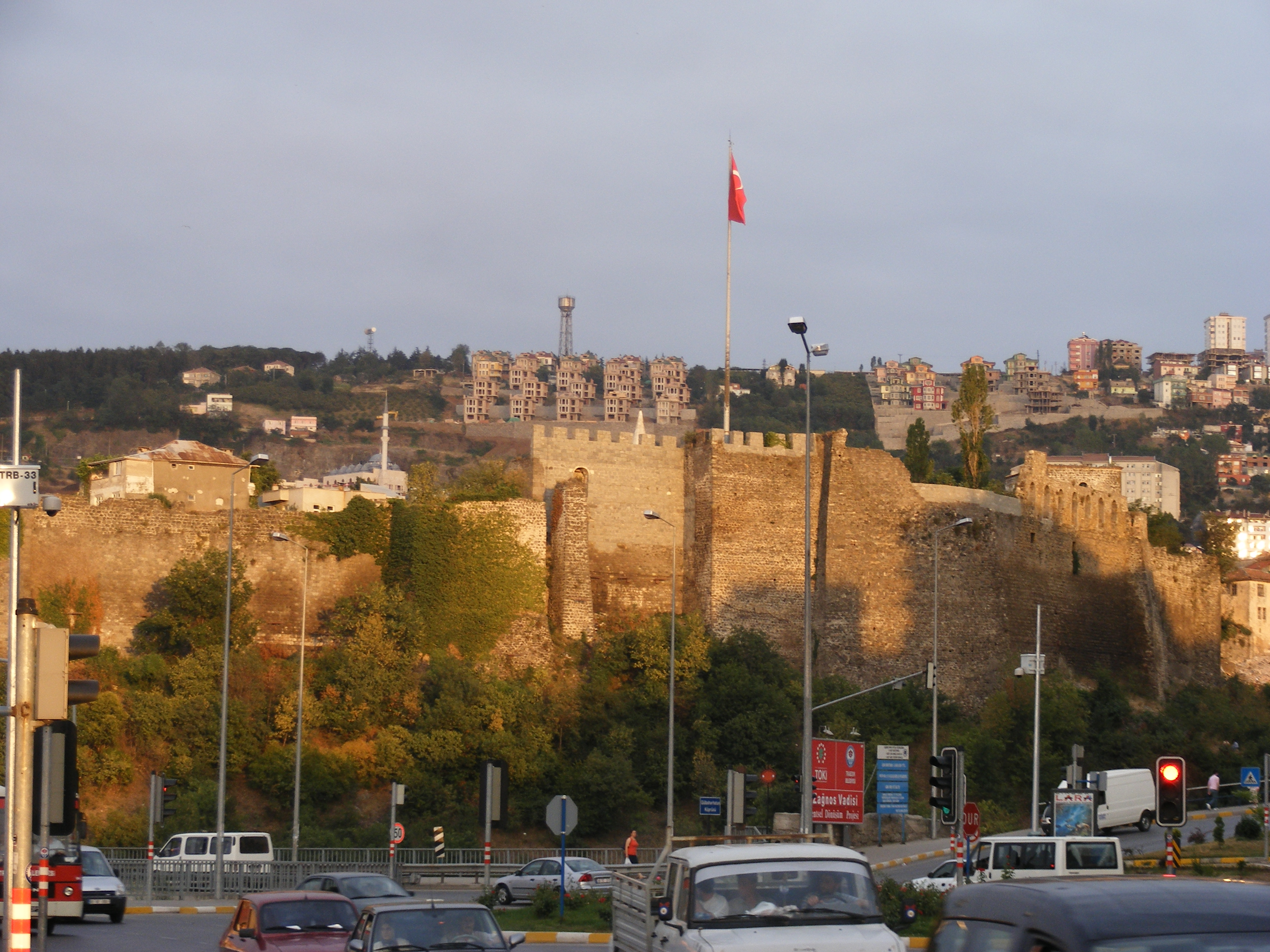
Mura
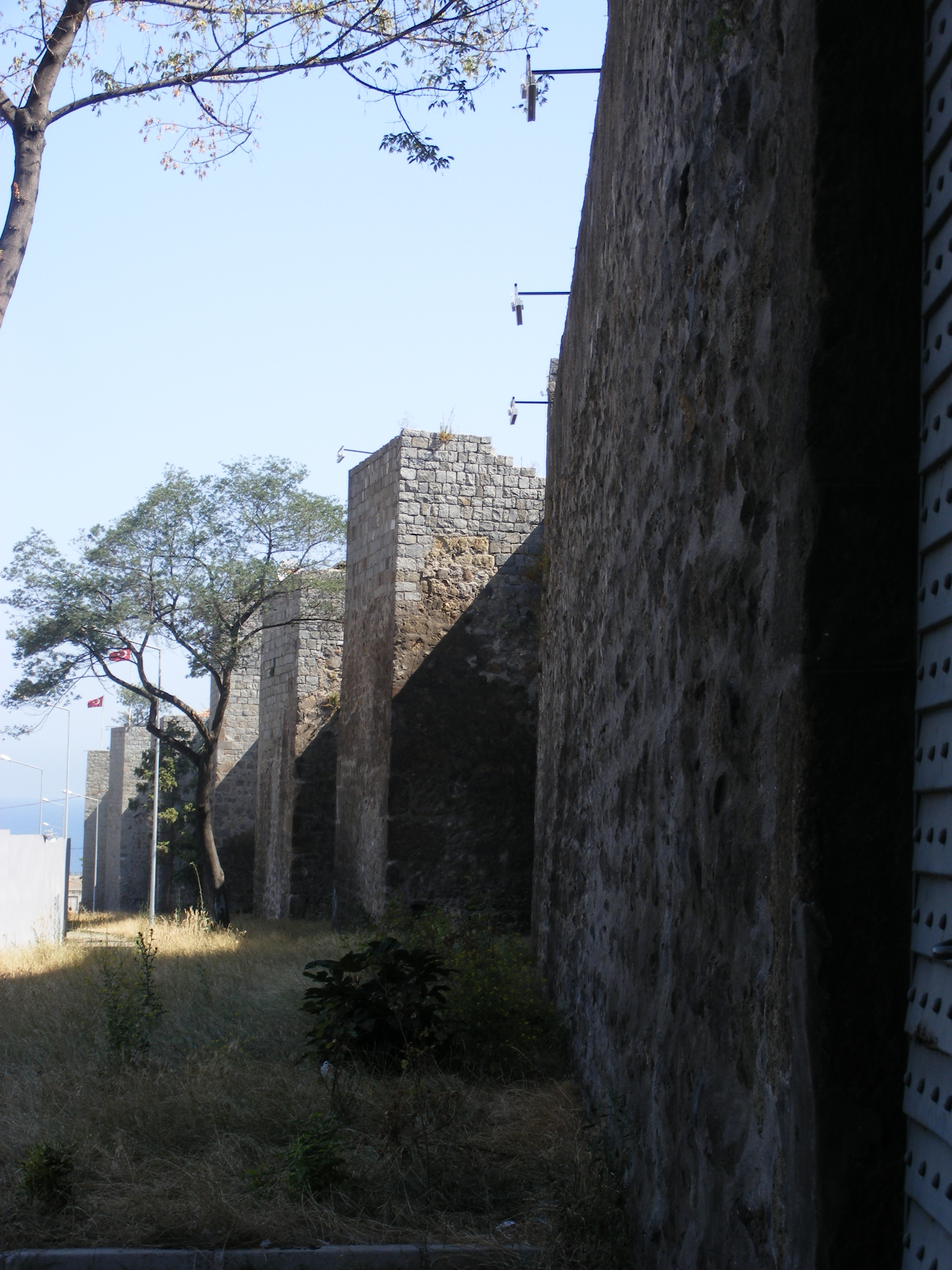
Scorcio delle mura
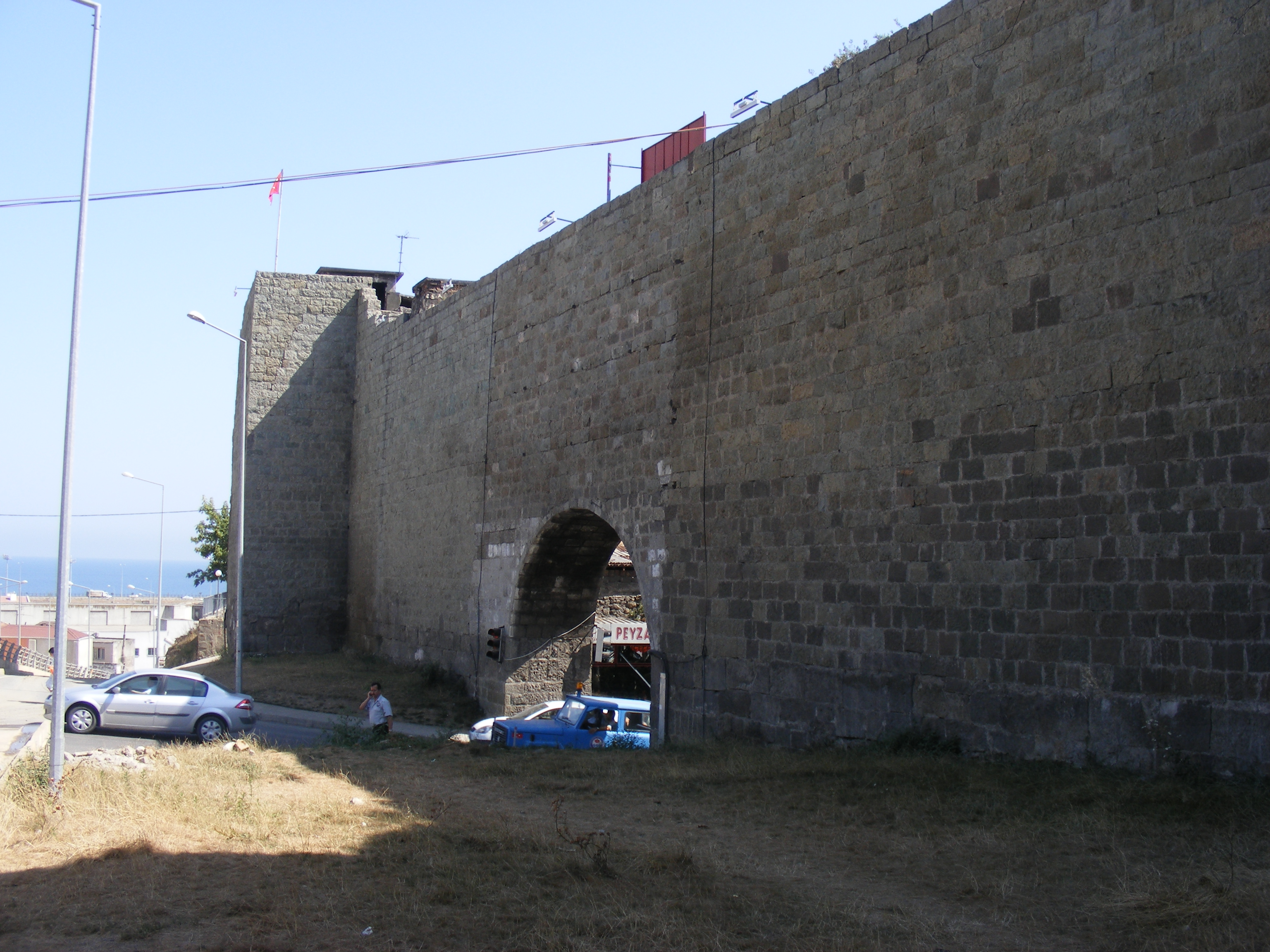
Un porta
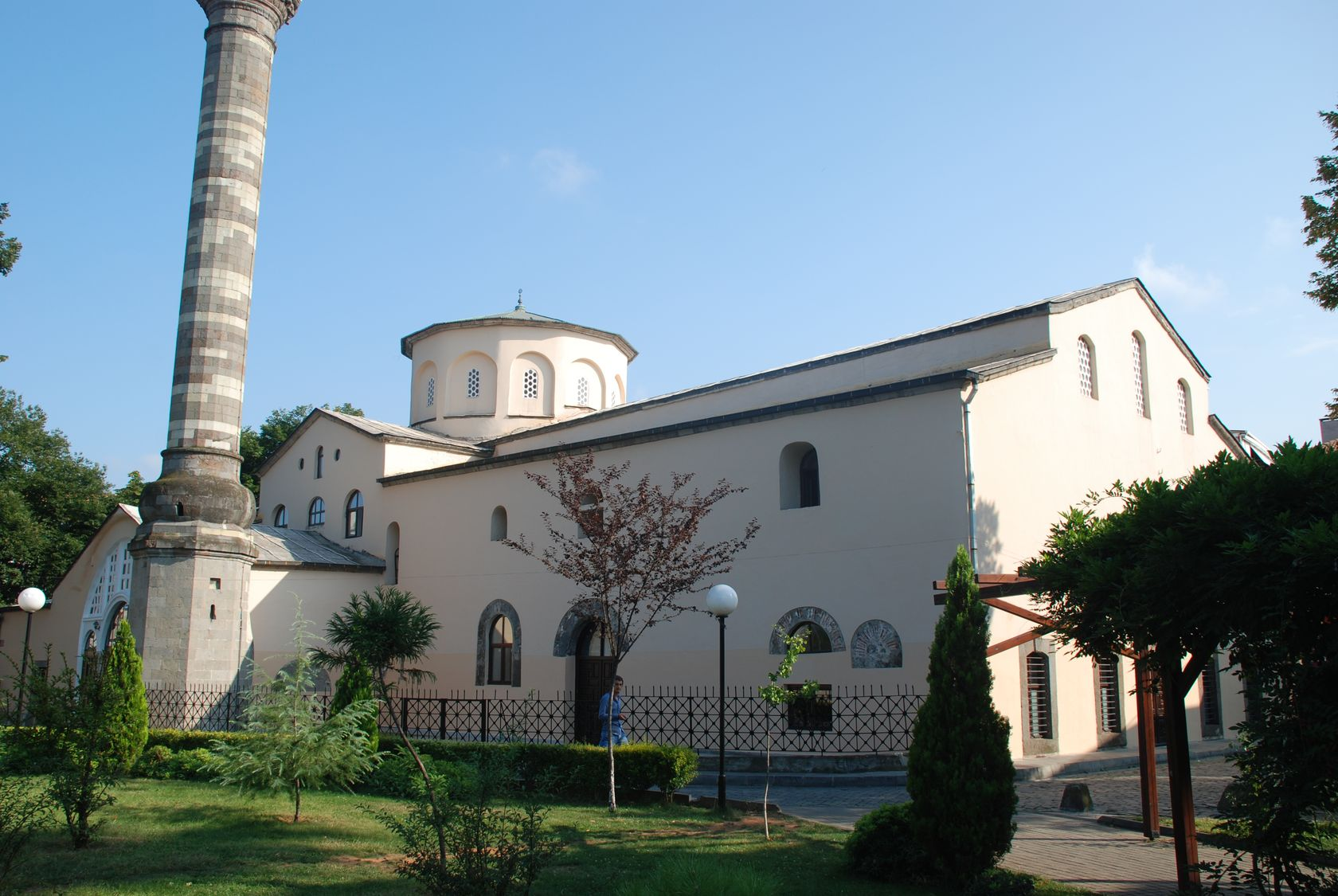
Moschea Ortahisar (ex Chiesa Panagia Chrysocephalos)
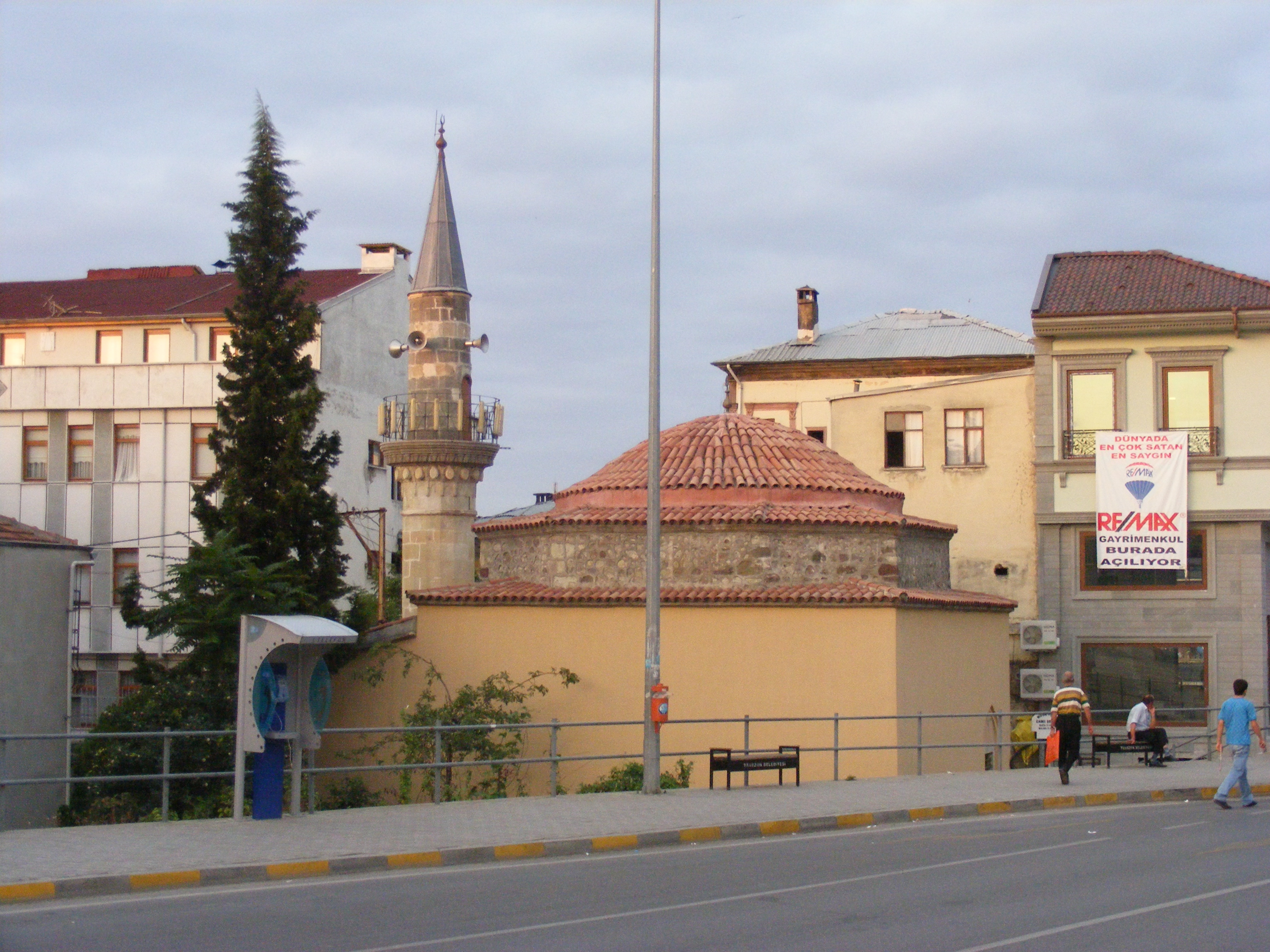
Moschea Musa Pasha